# 토르냐칼른스-투쿰스 II선
토르냐칼른스-투쿰스 II 선(라트비아어: Dzelzceļa līnija Torņakalns—Tukums II)은 라트비아의 철도 노선으로, 유르말라를 경유하여 리가와 투쿰스를 잇는 노선이다. 러시아 제국 시기에 리가-오를료프 선의 일부로 건설되었다.

## 역사
1872년 러시아 제국의 철도부에서는 발트 해 연안에 철도를 건설하기 위한 개인 투자자를 모집하였다. 이듬해 리가 시장인 알렉산더 팔틴을 대표로 한 리가-투쿰스 철도 회사가 설립되었고, 1875년 착공하여 58km 단선 철도가 건설되었다. 이후 1877년 9월 21일 영업을 시작하였다. 초기 영업 구간은 리가-투쿰스 I(당시 명칭 투쿰스 동역)이었다. 1891년 리가-뒤나부르크 철도 회사에서 인수하였고, 1895년 국유화되었다. 20세기에 벤츠필스까지 노선이 연장되었고, 1904년 투쿰스 II 역이 개업하였다. 건설 당시의 문제점은 리엘루페 강을 따라 가는 철교 및 해안 지대에 지어진 건물의 침수 피해였다. 1911년 슬로카 역 건물이 지어졌으나 제1차 세계 대전 동안 여러 시설물이 파괴되었다.
전쟁의 피해로 1872년에 지어진 리엘루페 강을 건너는 철교가 파괴되었다. 1922년 철교 구간이 복구되고 1930년대 중반까지 작업이 계속 진행되었다. 2차 세계 대전을 거치면서 다시 파괴되었다. 1941년부터 1949년까지는 이 노선을 비롯한 라트비아 철도 노선을 통해서 강제 이주를 당했다.
소련 시기에는 유르말라 지역이 인기있는 관광지였다. 청소년 수련원과 요양원, 휴가 별장이 지어졌고, 요양원에 소련 각 지역의 사람이 모이면서 승객이 계속 증가세를 보였다. 1950년 리가-두불티 구간이 라트비아의 첫 전철 노선으로 개업하였고, 이후 1951년 케메리, 1966년 투쿰스 II 역까지 전철화되었다.

## 역
노선 상에는 총 24개의 역이 있으며, 리가 시내에 5개, 바비테에 1개, 유르말라에 14개, 엔구레에 2개, 투쿰스에 2개 역이 있다. 리가에서 출발하여 투쿰스 II 역까지 진행하는 시간은 1시간 23분이며, 리가에서의 거리는 68km이다.
- 리가: 토르냐칼른스(Torņakalns), 자술라욱스(Zasulauks), 데포(Depo), 졸리투데(Zolitūde), 이만타(Imanta)
- 바비테: 바비테(Babīte)
- 유르말라: 프리에다이네(Priedaine), 리엘루페(Lielupe), 불두리(Bulduri), 진타리(Dzintari), 마요리(Majori), 두불티(Dubulti), 야운두불티(Jaundubulti), 품푸리(Pumpuri), 멜루지(Melluži), 아사리(Asari), 바이바리(Vaivari), 슬로카(Sloka), 쿠드라(Kūdra), 케메리(Ķemeri)
- 엔구레: 스마르데(Smārde), 밀스칼네(Milzkalne)
- 투쿰스: 투쿰스 I(Tukums I), 투쿰스 II(Tukums II)

## 참조
1. ↑  (라트비아어) Latvijas dzelzceļa vēstures muzejs 보관됨 2014-03-29 - 웨이백 머신
2. ↑  Том Алтбергс, Карина Аугустане, Иева Петерсоне. Железные дороги Латвии. — Jumava, 2010. 68-69쪽